# Palacus

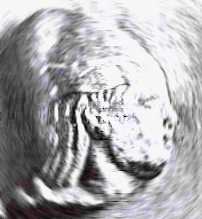
Bas-relief représentant Palacus (Neapolis Scythe)

Palacus (aussi connu sous le nom de Palakus) était le roi de Scythie Mineure, successeur de son père Scilurus. Reprenant la guerre de son père contre Mithridate le Grand, il tenta sans succès de soumettre Chersonèse mais fut défait par les forces du Pont sous les ordres de Diophantus. Avec l'aide des Sarmates de Roxolans sous les ordres de Tasius, Palacus envahit la Crimée mais ses forces d'invasion furent défaites par Diophantus et acceptèrent de se soumettre à Mithridate. Palacus est le dernier roi des Scythes dont le nom est référé dans les sources classiques.